# 영국-잔지바르 전쟁
영국-잔지바르 전쟁은 1896년 8월 27일 영국과 잔지바르 술탄국 사이에 벌어진 전쟁이다. 전쟁 시작에서 끝까지 38분이 소요되어 지금까지 기록된 전쟁 중에선 가장 짧았던 전쟁이며 38분 전쟁이라고 부르기도 한다.

## 개요
이 전쟁은 잔지바르의 술탄 하마드 빈 수와이니가 1896년 8월 25일에 사망한 후에 발발했다. 그는 영국의 식민경영에 협조적인 인물이었다. 사망 후 술탄의 지위는 무력으로 쿠데타를 일으켜 권력을 장악한 그의 조카인 할리드 빈 바르가쉬에게 넘어갔다. 영국은 하무드 빈 무함메드를 새로운 술탄 후보로 지지하고 있었는데, 영국인들은 그와 일하는 것이 더 손쉬울 것이라 생각했고, 바르가쉬에게 술탄에서 물러나라는 최후통첩을 보냈다. 바르가쉬는 이를 거절했고, 대신에 군대를 집결시켰다. 이 군대는 약 2,800명 규모였으며, 항구에 정박 중이던 요트인 HMS 글래스고를 무장시켰다.
이렇게 바르가쉬군이 궁전을 요새화하는 동안, 영국 해군은 5척의 전함을 궁궐 정면의 항구로 집결시켰다. 이들 함정은 3척의 현대적인 순양함인 에드가급 순양함 HMS 세인트조지 호, 펄급 장갑순양함 HMS 필로멜 호, 아처급 순양함 HMS 라쿤 호과 두 척의 포함인 HMS 트러쉬 호 및 HMS 스패로우 호였다. 마침 이 5척은 정기적인 크리켓 경기를 하기 위해서 가까운 해역에 모여있던 상황이었다. 아울러 영국군은 해병대를 상륙시켜 전 영국 해군 중위인 로이드 매슈 장군이 지휘하는 2개 대대 900명 규모의 잔지바르의 왕당파 정규군을 지원하도록 했다.
바르가쉬가 막판에 미국 대표부를 통해 평화 협상을 시도했지만 여의치 않았고, 결국 잔지바르는 1896년 8월 27일 오전 9시에 영국에게 선전포고를 한다. 그러자 영국 해군은 2분 뒤 잔지바르 궁궐과 HMS 글래스고를 향해 함포 사격을 개시했다. 바르가쉬의 무장 요트 글래스고는 곧 격침당했으며, 궁궐이 무너지고 사상자가 발생했다. 바르가쉬는 독일 제국 영사관으로 황급히 퇴각하여 보호를 요청했다. 포격은 38분에 중지되었고, 잔지바르측의 사상자는 500여 명에 달했다. 영국군 피해는 없었다.
영국은 독일에 술탄(바르가쉬)를 넘길 것을 요구했지만, 바르가쉬는 1896년 10월 2일 해상으로 탈출했다. 그는 1916년에 영국에 붙잡힐 때까지 다르에스살람의 망명지에서 살았다. 그는 나중에 몸바사에서 살 수 있도록 허가받았고, 1925년에 그곳에서 죽었다.

## 같이 보기
- 335년 전쟁: 세계에서 가장 길고, 가장 피해가 적었던 전쟁.